# Pabstiella lobiglossa
Pabstiella lobiglossa Chiron & N.Sanson (2010) é uma orquídea descrita na revista científica Richardiana.